# Il libro delle vergini
Il libro delle vergini è una raccolta di quattro racconti scritta da Gabriele D'Annunzio nel 1884.
Si tratta della prima esperienza letteraria del poeta in campo di prosa, dopo le raccolte di Primo vere (1879) e Canto novo (1881), e dopo la raccolta di prose di Terra vergine (1882), tutti bozzetti di ambientazione abruzzese.
Assieme a quindici novelle della raccolta San Pantaleone, nel 1902 l'autore estrarrà la prima per comporre il nuovo volume de Le novelle della Pescara.

## Struttura e contenuto
La struttura è molto semplice e si compone di sole 4 novelle (qui intitolate Le vergini, Favola sentimentale, Nell'assenza di Lanciotto, e Ad altare Dei), ambientate nell'Abruzzo pastorale della fine dell'1800, precisamente nella zona di Pescara e dintorni. A differenza dei bozzetti abruzzesi della "Terra vergine" (1882), le novelle sono più ampie, e D'Annunzio si ispira a una visione più sensuale del naturalismo, incentrata sull'amore, piuttosto che sulla miseria e sul contesto sociale dei protagonisti delle storie.
Protagoniste dei racconti sono delle contadine abruzzesi. D'Annunzio si distacca dalla descrizione da cartolina dei contadini abruzzesi, inserendo l'elemento dello squilibrio e dello sconvolgimento, a partire dalle scelte errate della protagonista della prima novella "Le vergini", che da vergine devota per Voto di castità, sorofonderà in un abisso di perversioni ed errori, cedendo alle passioni.
Nella versione definitiva  delle Novelle della Pescara (1902) la storia sarà ampliata e corretta 
assai dal D'Annunzio, e intitolata La vergine Orsola.

### Le vergini

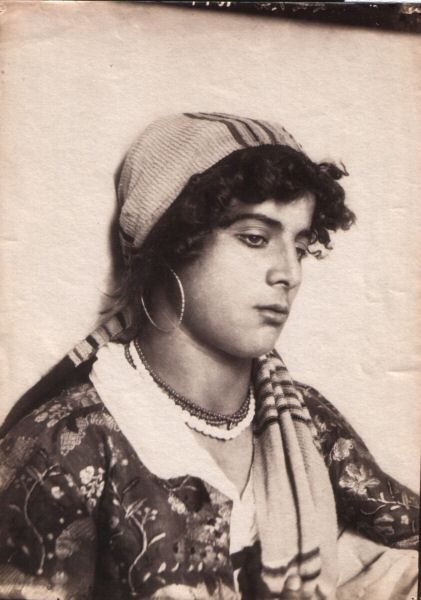
Ritratto di contadina abruzzese ad opera di Wilhelm von Gloeden

Nella città di Pescara la giovane Giuliana vive con la sorella maggiore Camilla, conducendo un'esistenza tranquilla e mite, sempre fedele a Cristo per Voto di castità. La notte di Natale improvvisamente Giuliana si ammala gravemente tanto da chiamare il prete per l'estrema unzione. La scena è tutta incentrata sull'atmosfera di morte nella stanza della ragazza, 
con amici e parenti che la danno per spacciata , ma successivamente Giuliana guarisce  dopo che si è affidata completamente al Signore. La ragazza pensa che questo sia un segno diDio, affinché lei viva con più slancio la sua esistenza. Durante la convalescenza Giuliana comincia a concedersi però delle libertà,  e a rifiutare il ruolo di maestra che ha sempre svolto con dedizione insieme alla sorella.
Arrivato il periodo di Pasqua, Giuliana è in chiesa, e incontra il bandito Lindoro, di cui s'innamora. Giuliana si sente mancare, perché fino a quel momento aveva condotto una vita casta da vergine assieme a Camilla, ma ora tutto è cambiato.
Giunge l'estate, e Giuliana è incinta per la sua unione con Lindoro, ma improvvisamente pochi giorni prima del parto sente che non vuole più il bambino. Inoltre i rimorsi per aver abbandonato la fede e sua sorella la attanagliano, a tal punto da spingere Giuliana ad andare nella campagna per incontrare una fattucchiera, affinché la liberi dal bambino con una magia. Costei le dà un intruglio da ingurgitare per abortire. Quando torna in casa la donna, stremata dalle sofferenze a causa dell'aborto, muore.

### Favola sentimentale
Galatea è una ragazza che ha fatto voto di castità dopo la morte della madre. Lavora come copiatrice nella biblioteca del conte Cesare, di cui pian piano inizia ad innamorarsi, specialmente quando la va a trovare la zia Vinca. Galatea è terrorizzata dal tradimento del voto, e dopo che spinge Cesare a dichiararle in privato vero amore, piomba in una misteriosa e veloce malattia che la porta alla morte, pentita di aver tradito la fiducia della madre in punto di morte.

### Nell'assenza di Lanciotto
Donna Clara è una malata moribonda, assistita dalla figlia Francesca, giunta apposta da Napoli, liberandosi del marito. Donna Clara reputa la figlia molto buona e fedele, assieme alla nipotina. Ma quando giunge un nipote di donna Clara, Gustavo, Francesca si innamora perdutamente di lui. Vanno a fare una gita, senza che donna Clara sospetti nulla, e vanno a cavallo nel bosco, dove si baciano appassionatamente, benché Francesca abbia un ripensamento e fugga via. Una notte Francesca dice alla madre che verrà assistita tutta la notte dalla figlia, e confida sul fatto che sia troppo debole per la malattia per non accorgersi della lunga assenza. Tuttavia donna Clara a un tratto si rende conto dell'incesto della figlia e muore di infarto.

### Ad altare Dei
D'Annunzio descrive una processione campestre in una contrada di nome Fontanelle, presso Pescara. La narrazione è in prima persona e riguarda le vicende di un ragazzo innamorato di una fanciulla, che aspetta con passione il termine della messa per l'inizio della processione. La partecipazione emotiva è legata sia alla religione che al desiderio amoroso verso la ragazza, che si realizza in una cappella dopo che parte verso l'esterno la processione.

## Tematiche: il naturalismo verghiano
Cercando di ripercorrere le tematiche del naturalismo di Giovanni Verga, d'Annunzio lesse le novelle di Vita dei campi e il romanzo I Malavoglia. Egli si allontana così dalle poesie periodo carducciano, intendendo rappresentare in maniera schietta la crudezza della vita semplice e umile degli abitanti della sua terra. Come si proponeva Verga nel suo "ciclo dei vinti", D'Annunzio analizza le perplessità e la freddezza di ogni componente delle classi sociali di Pescara e dei borghi limitrofi, condannando sia ricchi che poveri nella loro cecità e nella loro provincialità esistenziale, completamente chiusi e ostili a qualsiasi forma di novità, e fedeli solo alle vecchie e logore tradizioni.
Tuttavia d'Annunzio non riesce completamente a raggiungere gli obiettivi di Verga, giacché la sua prosa, anziché ripercorrere le tematiche dell'artificio di regressione, e dell'eclissi del narratore nella vicenda trattata, usa pur sempre artifici retorici e sufficientemente ricchi di vocaboli complessi e nobili; tuttavia egli a differenza di Verga riesce a far calare il lettore nella narrazione e nel contesto storico e ambientale, facendo parlare i personaggi nel dialetto tipico abruzzese, fattore non presente nei romanzi di Verga.